# Hypoplectrus providencianus
Hypoplectrus providencianus là một loài cá thuộc họ Serranidae. Nó là loài đặc hữu của Colombia.